# ファンキー佐藤 (リングアナウンサー)
ファンキー佐藤（ファンキーさとう、2001年1月18日 - ）は、日本のリングアナウンサー、レフェリー。山梨県笛吹市出身。

## 略歴
2021年8月24日、山梨プロレス祭りにてリングアナウンサーデビュー。2023年7月29日をもってプロレスリングZERO1リングアナウンサーを卒業したオッキー沖田の後任として、ZERO1正規リングアナウンサーに就任。2025年からのZERO1体制変更以降はフリー。
栃木プロレスや佐藤嗣崇自主興行では、レフェリーを務めることもある。